# UCI Asia Tour 2016
L'UCI Asia Tour 2016 fu la dodicesima edizione dell'UCI Asia Tour, uno dei cinque circuiti continentali di ciclismo dell'Unione Ciclistica Internazionale. Era composto da trentasei corse che si tennero febbraio e dicembre 2016 in Asia, tra le quali le quattro gare dei campionati asiatici di ciclismo su strada.

## Calendario

### Gennaio
| Data | Prova                                     | Cat. | Vincitore                  | Squadra   |
| ---- | ----------------------------------------- | ---- | -------------------------- | --------- |
| 20   | Campionati asiatici - Cronometro Under-23 | CC   | Maral-erdene Batmunkh      | Mongolia  |
| 21   | Campionati asiatici - Cronometro Elite    | CC   | Cheung King Lok            | Hong Kong |
| 23   | Campionati asiatici - In linea Under-23   | CC   | Mehdi Rajabikaboodcheshmeh | Iran      |
| 24   | Campionati asiatici - In linea Elite      | CC   | Cheung King Lok            | Hong Kong |

### Febbraio
| Data  | Prova                       | Cat. | Vincitore                   | Squadra             |
| ----- | --------------------------- | ---- | --------------------------- | ------------------- |
| 3-6   | Dubai Tour (2016)           | 2.HC | Marcel Kittel               | Etixx-Quick Step    |
| 8-12  | Tour of Qatar (2016)        | 2.HC | Mark Cavendish              | Team Dimension Data |
| 16-21 | Tour of Oman (2016)         | 2.HC | Vincenzo Nibali             | Astana Pro Team     |
| 18-21 | Le Tour de Filipinas (2016) | 2.2  | Oleg Zemljakov              | Vino 4-Ever Sko     |
| 24-2  | Tour de Langkawi (2016)     | 2.HC | Reinardt Janse van Rensburg | Team Dimension Data |

### Marzo
| Data | Prova          | Cat. | Vincitore     | Squadra              |
| ---- | -------------- | ---- | ------------- | -------------------- |
| 6-10 | Tour de Taiwan | 2.1  | Robbie Hucker | Avanti IsoWhey Sport |

### Aprile
| Data | Prova                                                      | Cat. | Vincitore     | Squadra            |
| ---- | ---------------------------------------------------------- | ---- | ------------- | ------------------ |
| 1-6  | The Princess Maha Chackri Sirindhon's Cup Tour of Thailand | 2.2  | Benjamin Hill | Attaque Team Gusto |

### Maggio
| Data  | Prova                                 | Cat. | Vincitore           | Squadra                 |
| ----- | ------------------------------------- | ---- | ------------------- | ----------------------- |
| 4-7   | International Tour de Banyuwangi Ijen | 2.2  | Jai Crawford        | Kinan Cycling Team      |
| 13-18 | Tour of Iran (Azerbaigian)            | 2.1  | Mirsamad Pourseyedi | Tabriz Shahrdari Team   |
| 19-23 | Tour de Flores                        | 2.1  | Daniel Whitehouse   | Terengganu Cycling Team |
| 29-5  | Tour of Japan                         | 2.1  | Óscar Pujol         | Team Ukyo               |

### Giugno
| Data  | Prova          | Cat. | Vincitore   | Squadra            |
| ----- | -------------- | ---- | ----------- | ------------------ |
| 5-12  | Tour de Korea  | 2.1  | Grega Bole  | Nippo-Vini Fantini |
| 16-19 | Tour de Kumano | 2.2  | Óscar Pujol | Team Ukyo          |

### Luglio
| Data  | Prova                       | Cat. | Vincitore         | Squadra              |
| ----- | --------------------------- | ---- | ----------------- | -------------------- |
| 17-30 | Tour of Qinghai Lake (2016) | 2.HC | Serhij Lahkuti    | Kolss-BDC Team       |
| 30    | Tour de Jakarta             | 2.2  | Amir Kolahdozhagh | Pishgaman Giant Team |

### Agosto
| Data | Prova             | Cat. | Vincitore         | Squadra              |
| ---- | ----------------- | ---- | ----------------- | -------------------- |
| 6-14 | Tour de Singkarak | 2.2  | Amir Kolahdozhagh | Pishgaman Giant Team |

### Settembre
| Data  | Prova            | Cat. | Vincitore        | Squadra                     |
| ----- | ---------------- | ---- | ---------------- | --------------------------- |
| 1-3   | Tour de Hokkaido | 2.2  | Nariyuki Masuda  | Utsunomiya Blitzen          |
| 9-16  | Tour of China I  | 2.1  | Raffaello Bonusi | Androni Giocattoli-Sidermec |
| 18-25 | Tour of China II | 2.1  | Marco Benfatto   | Androni Giocattoli-Sidermec |

### Ottobre
| Data  | Prova                 | Cat. | Vincitore       | Squadra              |
| ----- | --------------------- | ---- | --------------- | -------------------- |
| 2     | Tour of Almaty        | 1.1  | Alexey Lutsenko | Astana               |
| 18-22 | Jelajah Malaysia      | 2.2  | Arvin Moazemi   | Pishgaman Giant Team |
| 20-23 | Abu Dhabi Tour (2016) | 1.1  | Tanel Kangert   | Astana               |
| 23    | Japan Cup (2016)      | 1.1  | Davide Villella | Cannondale-Drapac    |

## Classifiche
Classifiche finali.
| Pos. | Corridore            | Squadra    | Punti |
| ---- | -------------------- | ---------- | ----- |
| 1    | Mark Cavendish       | Dimension  | 800   |
| 2    | Peter Sagan          | Tinkoff    | 600   |
| 3    | Giacomo Nizzolo      | Trek       | 488   |
| 4    | Edvald Boasson Hagen | Dimension  | 455   |
| 5    | Alexander Kristoff   | Katusha    | 425   |
| 6    | Tom Boonen           | Etixx      | 400   |
| 7    | King Lok Cheung      | Orica      | 365   |
| 8    | Tony Martin          | Etixx      | 350   |
| 9    | Vincenzo Nibali      | Astana     | 343   |
| 10   | Mirsamad Pourseyedi  | Tabriz Sh. | 333   |

| Pos. | Squadra                     | Punti |
| ---- | --------------------------- | ----- |
| 1    | Pishgaman Giant Team        | 915   |
| 2    | Tabriz Shahrdari Team       | 884   |
| 3    | Kolss-BDC Team              | 794   |
| 4    | Vino 4-Ever Sko             | 631   |
| 5    | Team Ukyo                   | 571   |
| 6    | Nippo-Vini Fantini          | 548   |
| 7    | Terengganu Cycling Team     | 455   |
| 8    | Avanti IsoWhey Sports       | 436   |
| 9    | Drapac Professional Cycling | 393   |
| 10   | Kinan Cycling Team          | 355   |

| Pos. | Nazione       | Punti |
| ---- | ------------- | ----- |
| 1    | Iran          | 1 587 |
| 2    | Kazakistan    | 1 451 |
| 3    | Giappone      | 884   |
| 4    | Corea del Sud | 718   |
| 5    | Hong Kong     | 555   |
| 6    | Monaco        | 263   |
| 7    | Malaysia      | 201   |
| 8    | Indonesia     | 154   |
| 9    | Kuwait        | 143   |
| 10   | Cina          | 141   |